# Colombia en los Juegos Olímpicos de Montreal 1976
Colombia estuvo representada en los Juegos Olímpicos de Montreal 1976 por un total de 35 deportistas, 32 hombres y 3 mujeres, que compitieron en 7 deportes.
El equipo olímpico colombiano no obtuvo ninguna medalla en estos Juegos.